# Amédée Caylar
Amédée Caylar (né le 22 avril 1898 à Lodève et mort le 6 septembre 1981 dans cette même ville) est un spéléologue français. 
C'est le créateur du groupe Vallot qui travailla avec succès sur le secteur du lodévois.

## Activités spéléologiques
Dans le domaine de la spéléologie, il fonda le groupe Vallot, cité par E.-A. Martel dans son ouvrage Les Causses majeurs.
Avec son groupe, il travailla sur la région du Lodévois et y fit de belles découvertes comme :
- l'aven-grotte des Perles 43° 48′ 04″ N, 3° 21′ 20″ E
- l'aven de la Tête de Mort

## Sources
- « Les grandes figures disparues de la spéléologie française », Spelunca (Spécial Centenaire de la Spéléologie), no 31,‎ juillet-septembre 1988, p. 40
- Delanghe, Damien, Médailles et distinctions honorifiques (document PDF), in : Les Cahiers du CDS no 12, mai 2001.
- Association des anciens responsables de la fédération française de spéléologie : In Memoriam.
- Rieu, J. (1983) : Amédée Caylar in Spelunca (Paris), 1983 (9), p.VIII & in bulletin Edelweiss (Lodève), 1982, n.p. (1p.).